# Bad Schandau
Bad Schandau est une ville allemande de l'arrondissement de Suisse-Saxonne-Monts-Métallifères-de-l'Est, dans le Land de Saxe. Située au bord de l'Elbe, elle est le centre touristique le plus important de la Suisse saxonne. C'est également une station thermale réputée pour ses sources ferrugineuses exploitées depuis 1730.

## Géographie
La ville est située sur la rive droite de l'Elbe au cœur du parc national de la Suisse saxonne, entourée des pittoresques montagnes du massif gréseux de l'Elbe. Le territoire communal s'étend dans la vallée étroite de la rivière Kirnitzsch, traversée par le tramway de Bad Schandau.

### Quartiers
En plus du centre-ville, le territoire communal comprend 8 localités :
| - Krippen - Neuporschdorf - Porschdorf - Postelwitz | - Prossen - Schmilka - Ostrau - Waltersdorf |

### Transports
La gare de Bad Schandau se trouve le long de la ligne qui relie Berlin et Dresde à Prague. Elle est desservie par les trains EuroCity et Regionalbahn et se trouve également raccordée au réseau urbain de la S-Bahn de Dresde. 
La Bundesstraße 172 menant de Pirna à la  frontière tchèque traverse la ville.

## Histoire
Au début du XVe siècle, les domaines appartenaient à la seigneurie de Hohnstein dans l'électorat de Saxe. Le lieu de Schandau, un carrefour du commerce, est mentionné pour la première fois dans un acte de 1445. Le bourg obtint des droits municipaux en 1467 et l'électeur Ernest de Saxe lui conféra ses armoiries en 1480.
Dès 1920, Bad Schandau est une station reconnue par l'Etat. La ville sur l'Elbe a été touchée par les inondations européennes de 2002 et de 2013.  

## Jumelages
- Überlingen (Allemagne)
- Gößweinstein (Allemagne)
- Fichtenau (Allemagne)
- Česká Kamenice (Tchéquie)
- Lądek-Zdrój (Pologne)

## Personnalités liées à la commune
- Heinrich Leberecht Fleischer (1801–1888), orientaliste ;
- Friedrich Gottlob Keller (1816–1895), inventeur, mort au village de Krippen ;
- Jürgen Kleditzsch (né en 1944), homme politique.